# Maximilien-Louis van Lede
Maximilien-Louis van Lede est un sculpteur et inventeur belge né à Bruges le 18 février 1759 et mort dans la même ville le 13 juillet 1834.
Il est l'inventeur du patin à terre, un patin en ligne de deux roues.

## Biographie
Maximilien-Louis van Lede est né le 18 février 1759 à Bruges. Il travaille six ans dans l'atelier du sculpteur Louis Lessuwe, puis va poursuivre sa formation auprès de Pieter Pepers (nl) pendant trois ans. 
En mai 1781, il part pour Paris pour se perfectionner en anatomie et en dessin auprès de Joseph-Benoît Suvée, puis en sculpture auprès de Martin Claude Monot. Il est ensuite élève du sculpteur Gonoy. 
En 1787, il obtient un second grand prix de sculpture de l'Académie royale des beaux-arts dont le sujet est La Peste sous le règne de David. Alors qu'il se préparait à concourir à nouveau en 1789, la Révolution française vient mettre à mal ses espoirs et il retourne à Bruges laissant derrière lui 80 000 francs d'ouvrages commandés. 
En plus de laisser derrière lui sa carrière de sculpteur en France, il est à l'origine d'une invention déterminante dans l'histoire du patinage, le patin à terre, une sorte de patin à roulettes, qu'il crée en 1789, réputé pour permettre de « courir aussi vite sur la terre en pays plat que sur la glace avec les patins ordinaires ». Ces patins sont composés de deux roues alignées et de deux éclisses servant à maintenir le dispositif pour éviter les torsions de chevilles. 
À Bruges, il réalise des sculptures pour des objets d'art comme des pendules et des cheminées, appréciées par les voyageurs anglais. Ces derniers lui recommandent d'exporter son art sur leur territoire, ce qui l'amène à s'installer à Londres où il fait connaissance du sculpteur du roi[Lequel ?]. Celui-ci lui propose de l'engager, mais van Lede, trop soucieux de son indépendance, refuse. Il ne reste qu'un an en Angleterre où il réalise des pièces importantes comme la tombe de Samuel Johnson ou celle du général Elliot, gouverneur de Gibraltar,. 
De retour à Bruges, il continue d'exécuter des travaux de sculpture pour de riches familles anglaises en même temps qu'il se met à inventer divers objets mécaniques et inventions, comme un chariot à ressorts. 
À la fin de sa vie, sa fortune faite et ayant cessé ses activités, il meurt à Bruges le 13 juillet 1834. 